# Couple de nerds
Couple de nerds est une émission de télévision québécoise présentée sur Savoir média depuis le 1er avril 2019. Elle est animée par Matthieu Dugal et Marianne Désautels-Marissal.

## Synopsis
Matthieu Dugal et Marianne Désautels-Marissal répondent à des questions scientifiques et technologiques qui émergent de leur vie quotidienne. Pour ce faire, ils investiguent auprès de chercheurs québécois reconnus et se prêtent à différentes expérimentations.
Chaque épisode de la série se penche sur une question de nature scientifique ou technologique,.

## Épisodes

### Saison 1
La première saison de la série est diffusée au printemps 2019.
1. Peut-on tomber amoureux d'un robot ?
2. Est-ce que nos cacas se ressemblent ?
3. Doit-on tous devenir véganes ?
4. Les races, est-ce que ça existe ?
5. Doit-on prescrire des jeux vidéo?
6. À quoi pensent les animaux ?

### Saison 2
La seconde saison de la série est diffusée à l'automne 2019.
1. C'est quoi un gars, une fille ?
2. Des extraterrestres dans ma cour ?
3. L'apocalypse arrive, on fait des enfants ?
4. Voler... ou pas ?
5. Les drogues, une solution ?
6. Yo, le fleuve, ça va ?